# Locked Lips
Locked Lips er en amerikansk stumfilm fra 1920 af William C. Dowlan.

## Medvirkende
- Tsuru Aoki som Lotus Blossom
- Stanhope Wheatcroft som Park
- Magda Lane som Audrey Stanwood
- Yutaka Abe som Komo